# 弗羅洛夫嶺
70°45′S 162°9′E / 70.750°S 162.150°E
弗羅洛夫嶺（英語：Frolov Ridge）是南極洲的山嶺，位於維多利亞地的彭內爾海岸，處於阿魯伊斯冰川以西的鮑爾斯山脈，全長20公里，由美國海軍拍攝空中照片，以蘇聯極地調查員命名。